# Nappali lepkék

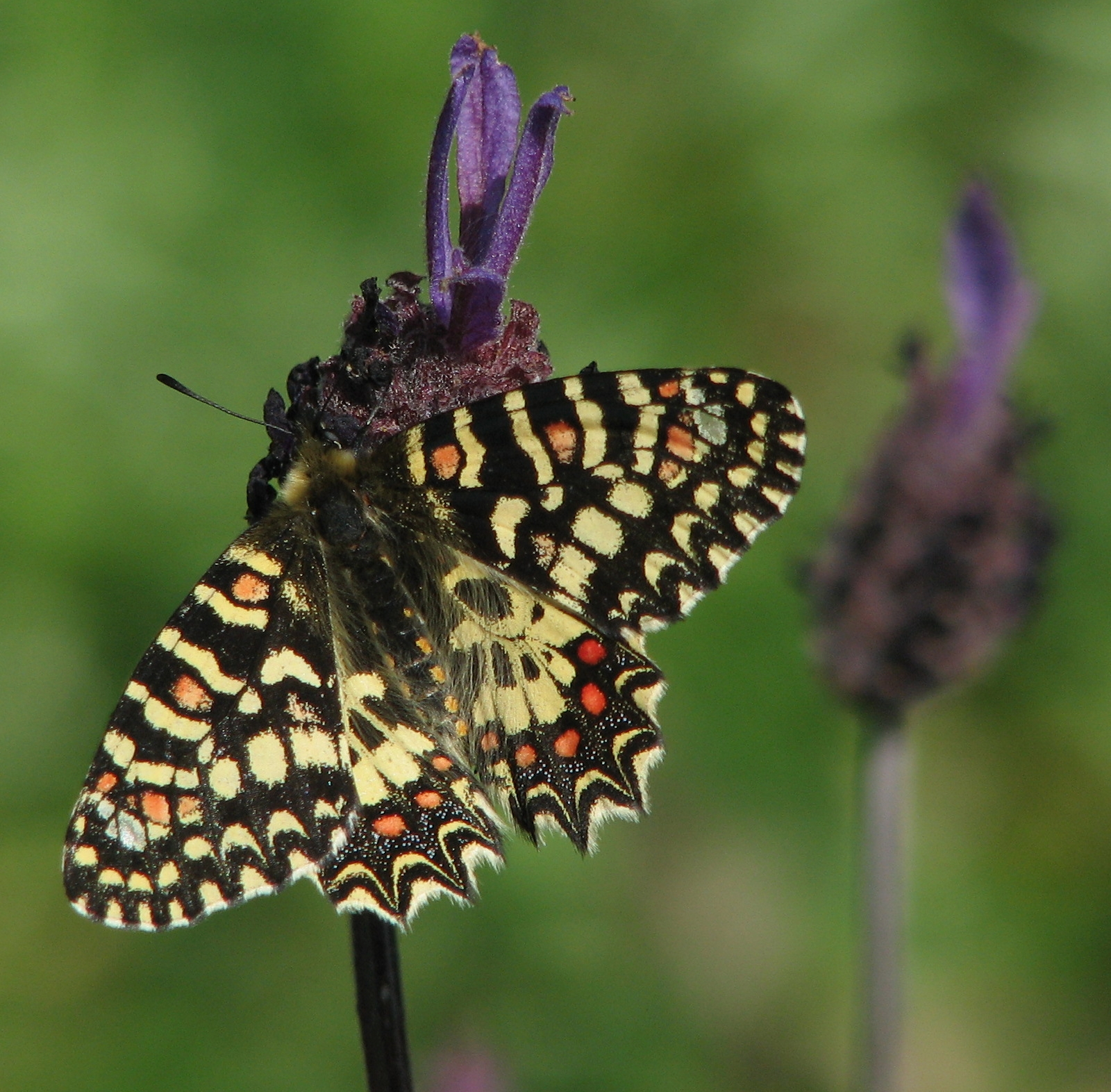
Zerynthia rumina

A nappali lepkék (Diurna) a lepkék (Lepidoptera) hagyományos rendszertanában a nagylepkék (Macrolepidoptera) egyik rendszertani csoportja. A genetikai vizsgálatok kiderítették, hogy a csoport – miként párja, az éjszakai lepkéké (Heterocera) is – parafiletikus, a lepkészek azonban kényelmi szempontból továbbra is használják – főleg, hogy a bennük elkülönített családok már monofiletikusak, és biztosítja visszakapcsolódásukat a genetikus rendszertanba. Hazai nappali lepkéknél ezeket a taxonómiai problémákat jelentősen enyhíti, hogy valamennyien a Bombycina altagozat Rhopalocera kládjába tartoznak. Ezért ezt valódi nappali lepkéknek nevezve Magyarországon a klád a nappali lepkék szinonimájaként használható.

## Származásuk, elterjedésük
Az éjjeli lepkékből alakultak ki, de jóval azok után: első ismert maradványaik alig 40 millió évesek.
A fajok többsége trópusi. A Szalkay József Magyar Lepkészeti Egyesület adatbázisa (2014. december) szerint hazánkban öt családjuk fajai fordulnak elő:
- busalepkék (Hesperiidae) 3 alcsaláddal:
  - buskaformák (Hesperiinae)
  - máskaformák (Heteropterinae)
  - pürkaformák (Pyrginae)
- pillangók (Papilionidae) 3 alcsaláddal:
  - pillangóformák (Papilioninae)
  - apollóformák (Parnassiinae)
  - farkasalmalepkeformák (Zerynthiinae)
- fehérlepkék (Pieridae) 3 alcsaláddal:
  - kéneslepkeformák (Coliadinae)
  - mustárlepkeformák (Dismorphiinae)
  - fehérlepkeformák (Pierinae)
- boglárkalepkefélék (Lycaenidae)'' 4 alcsaláddal:
  - kockáslepkék (Hamearinae)
  - tűzlepkék (Lycaeninae)
  - valódi boglárkák (Polyommatinae)
  - csücsköslepkék (Theclinae)
- tarkalepkefélék (főlepkék, Nymphalidae) 6 alcsaláddal:
  - színjátszó lepkék (Apaturinae)
  - helikonlepkék (Heliconiinae)
  - csőröslepkék (Libytheinae)
  - fehérsávos lepkék (Limenitinae)
  - tarkalepkék (Nymphalinae)
  - szemeslepkék (Satyrinae)

A korszerű rendszertanok a farkasalmalepkeformákat az apollóformák (Parnassiinae) Luehdorfiini nemzetségébe sorolják.

## Megjelenésük, felépítésük
A tágabban értelmezett nappali lepkék közé azok tartoznak, amelyek:
- csápja a végén bunkószerűen megvastagszik és
- szárnyait nem kapcsolja össze erre módosult készülék.

A csoportot hagyományosan két alcsoportra bontják:
- a valódi bunkóscsápúakra és
- a busalepkékére;

utóbbiak csápbunkója vékony, néhány ízből álló fonálban végződik, a fejük pedig igen széles, robusztus (Ronkay).
A legtöbbjük élénk színezetű vagy fehér, mintás. Viszonylag sok faj mellső lábpárja elcsökevényesedett, ezeknek gyakorlatilag négy lába van.

## Életmódjuk, élőhelyük
Bár elnevezésük arra utal, hogy fajai nappal repülnek, ez nem teljesen igaz: a nappali lepkék néhány faja éjszakai életet él, és épp így, az „éjszakai lepkék” között is van néhány nappal repülő faj (Ronkay). Nyugalmi helyzetben a legtöbb faj a háta felett összecsukva tartja szárnyait.